# 290-я штурмовая авиационная дивизия
290-я штурмовая авиационная дивизия (290-я шад) — соединение Военно-воздушных сил (ВВС) Вооружённых сил РККА штурмовой авиации, принимавшее участие в боевых действиях Великой Отечественной войны.

## Наименования дивизии

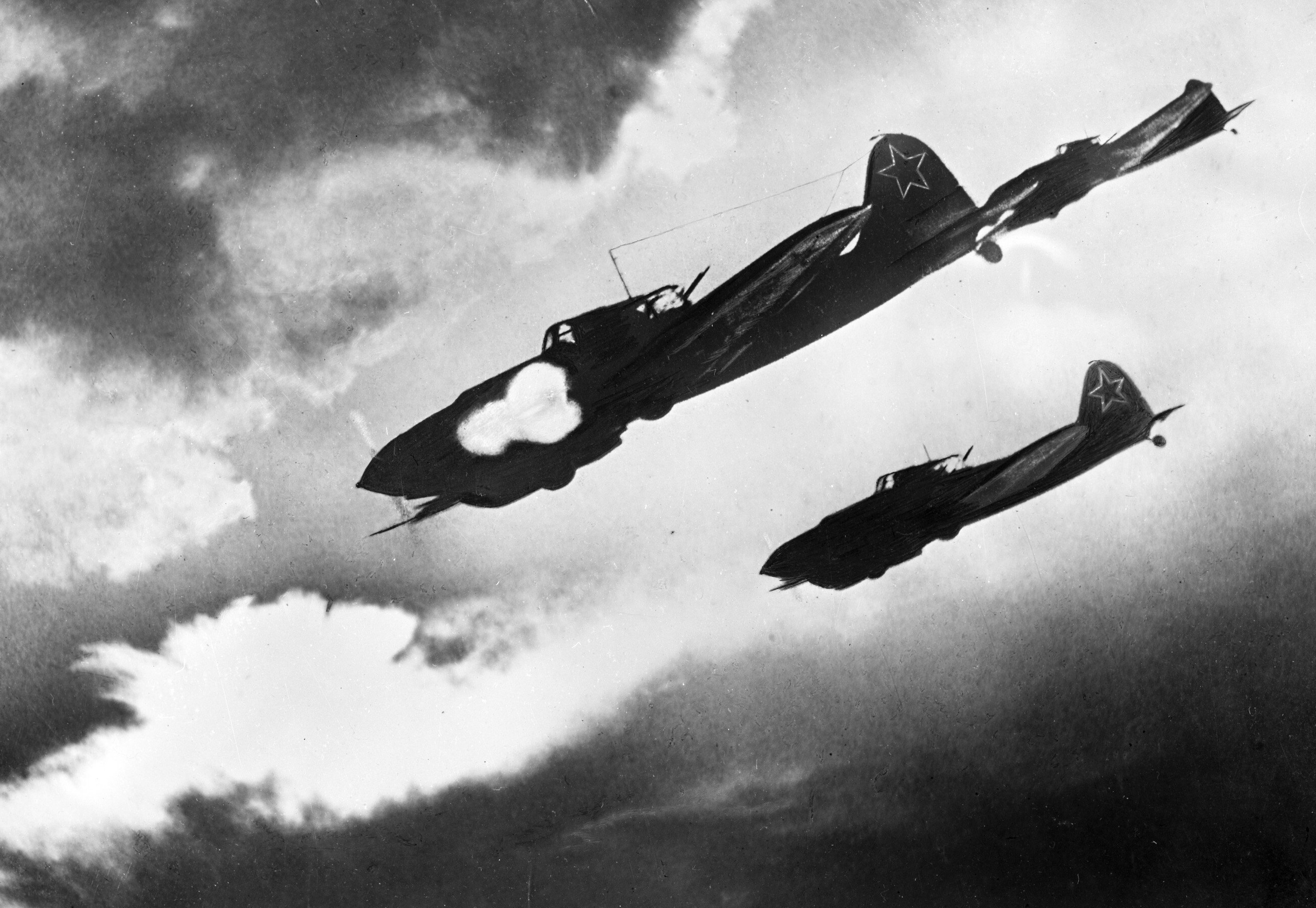
Штурмовик Ил-2 атакует

- 290-я штурмовая авиационная дивизия
- 6-я гвардейская штурмовая авиационная дивизия
- 6-я гвардейская штурмовая авиационная Запорожская дивизия
- 6-я гвардейская штурмовая авиационная Запорожская Краснознамённая дивизия
- 6-я гвардейская транспортная авиационная Запорожская Краснознамённая ордена Богдана Хмельницкого дивизия (27.04.1946 г.)
- 6-я гвардейская военно-транспортная авиационная Запорожская Краснознамённая ордена  Богдана Хмельницкого дивизия (12.10.1955 г.)
- 6-я гвардейская военно-транспортная авиационная Запорожская Краснознамённая ордена Богдана Хмельницкого дивизия ВВС Украины (01.01.1992 г.)
- Полевая почта 55685

## Создание дивизии
290-я штурмовая авиационная дивизия сформирована в составе 299-го, 625-го и 775-го штурмовых авиационных полков приказами ВГК № 00147 от 18.06.1942 г., НКО № 00196 от 10.09.1942 г. и Директивой ГШ ВВС КА № 17/349 от 10.09.1942 г. как дивизия Резерва ВГК. День части определён 12 сентября.
Полностью дивизия была сформирована 12 сентября 1942 года, полки дивизииоснащены самолётами Ил-2. Дивизия перебазирована на аэродром Дмитрево Московского военного округа.

## Переименование дивизии
290-я штурмовая авиационная дивизия за образцовое выполнение заданий командования и проявленные при этом мужество и героизм Приказом НКО СССР переименована 24 августа 1943 года в 6-ю гвардейскую штурмовую авиационную дивизию.

## В действующей армии
В составе действующей армии:
- с 16 декабря 1942 года по 24 августа 1943 года.

## Командир дивизии
- Полковник, генерал-майор авиации[3] Мироненко Павел Иванович[4], с 10 сентября 1942 года по 24 августа 1943

## В составе объединений
| Дата          | Фронт (округ)      | Армия                | Корпус                                       | Примечания |
| ------------- | ------------------ | -------------------- | -------------------------------------------- | ---------- |
| 10.09.1942 г. | Резерв ВГК         | -                    | 1-й штурмовой авиационный корпус             | -          |
| 17.10.1942 г. | Резерв ВГК         | -                    | 3-й штурмовой авиационный корпус             | -          |
| 16.12.1942 г. | Юго-Западный фронт | 17-я воздушная армия | 3-й смешанный авиационный корпус             | -          |
| 24.08.1943 г. | Юго-Западный фронт | 17-я воздушная армия | 1-й гвардейский смешанный авиационный корпус | -          |

## Части и отдельные подразделения дивизии
За весь период своего существования боевой состав дивизии не претерпевал изменения:
| Период                  | Наименование                                                   | Вооружение |
| ----------------------- | -------------------------------------------------------------- | ---------- |
| 10.09.1942 — 24.08.1943 | 299-й штурмовой авиационный полк, переименован в 108-й гв. шап | Ил-2       |
| 10.09.1942 — 24.08.1943 | 625-й штурмовой авиационный полк, переименован в 109-й гв. шап | Ил-2       |
| 10.09.1942 — 24.08.1943 | 775-й штурмовой авиационный полк, переименован в 110-й гв. шап | Ил-2       |

## Участие в операциях и битвах
- Сталинградская битва с 16 декабря 1942 года по 2 февраля 1943 года
- Среднедонская операция с 16 декабря 1942 года по 30 декабря 1942 года
- Ворошиловградская операция «Скачок» с 29 января 1943 года по 18 февраля 1943 года
- Воздушная операция 6 мая 1943 года
- Изюм-Барвенковская операция с 17 июля 1943 года по 27 июля 1943 года
- Белгородско-Харьковская операция «Румянцев» с 3 августа 1943 года по 23 августа 1943 года
- Донбасская операция с 13 августа 1943 года по 24 августа 1943 года

## Присвоение гвардейских званий
- 290-я штурмовая авиационная дивизия переименована в 6-ю гвардейскую штурмовую авиационную дивизию[5]
- 299-й штурмовой авиационный полк переименован в 108-й гвардейский штурмовой авиационный полк[5]
- 625-й штурмовой авиационный полк переименован в 109-й гвардейский штурмовой авиационный полк[5]
- 775-й штурмовой авиационный полк переименован в 110-й гвардейский штурмовой авиационный полк[5]

## Отличившиеся воины дивизии
- Ананьин Степан Константинович, майор, командир 299-го штурмового авиационного полка 290-й штурмовой авиационной дивизии 3-го смешанного авиационного корпуса 17-й воздушной армии 8 сентября 1943 года удостоен звания Героя Советского Союза. Золотая Звезда № 1755
- Жигарин Фёдор Александрович, старший лейтенант, командир звена 299-го штурмового авиационного полка 290-й штурмовой авиационной дивизии 3-го смешанного авиационного корпуса 17-й воздушной армии 8 сентября 1943 года удостоен звания Героя Советского Союза. Золотая Звезда № 1757